# Grosage
Grosage (en picard Grouzadje) est une vieille section de la commune belge de Chièvres, située en Région wallonne dans la province de Hainaut.

## Géographie

### Situation
Grosage présente une altitude variant de 55 m aux alentours de l'église Sainte-Vierge, à la frontière avec la commune de Beloeil, jusqu'à 86 m au sud, à la frontière du village de Neufmaison.
Son sol, à la fois argileux et sablonneux, est principalement consacré à l'agriculture.
Le village est situé à 12 km d'Ath, 20 km de Mons, 6 km de Chièvres et 2,5 km de Beloeil.
Il est traversé en son centre par un cours d'eau : le Domissart.

## Évolution démographique
- Sources : INS, Rem. : 1831 jusqu'en 1970 = recensements, 1976 = nombre d'habitants au 31 décembre.

## Histoire
En 1025, Grosaige. D'aucuns écrivent Grosages.
Ce village était une dépendance de la pairie de Chièvres. Sous le rapport spirituel, la paroisse de Grosage était une dépendance de l'église de Chièvres; elle en fut démembrée l'an 1234. Elle forma alors une paroisse distincte à la collation de l'abbaye d'Eename. Quant au ressort échevinal, Grosage faisait partie de Chièvres. En 1156, Nicolas, évêque de Cambrai, fait connaître que Mathieu de Chièvres a, en sa présence, reconnu qu'il possédait viagèrement ainsi que sa femme, un alleu à Grosage, lequel était tenu l'abbaye de Saint-Denis. Grosage faisait partie de la Châtellenie d'Ath et du diocèse de Cambrai. Grosage fut détaché de Chièvres en 1793.

## Patrimoine et culture

### Patrimoine architectural
Son église est de style gothique et date en partie du XVe siècle; le chœur et la nef remontent au XIIIe siècle ; elle a été restaurée en 1892.

### Culture

#### Musée
Le village comptait un petit musée du pain qui a du fermer définitivement.